# Paul Nizan

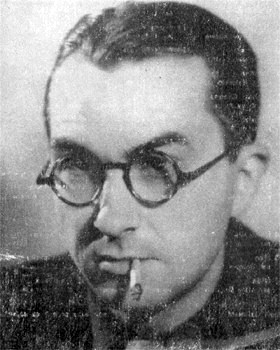
Paul Nizan (um 1940)

Paul-Yves Nizan (* 7. Februar 1905 in Tours; † 23. Mai 1940 in Audruicq bei Dünkirchen gefallen) war ein französischer Schriftsteller. Er war ein politisch engagierter Journalist, Kritiker und Romancier.

## Leben
Paul Nizan stammte aus einer bretonischen Eisenbahnerfamilie, sein Vater war Ingenieur. Er besuchte das Licée Henri IV und studierte Philosophie an der École normale supérieure, schloss Bekanntschaft mit Jean-Paul Sartre und Raymond Aron. Nach der Agrégation in Philosophie wurde er 1926/27 Hauslehrer in Aden. 1927 trat er in die Kommunistische Partei ein und arbeitete 1928 mit Sartre zusammen (Übersetzung der Allgemeinen Psychopathologie von Jaspers). Er erhielt eine Anstellung als Philosophielehrer in Bourg-en-Bresse und kandidierte 1932 bei den Parlamentswahlen.
Er arbeitete an zahlreichen linksgerichteten Zeitschriften wie La Revue marxiste, Europe, Commune, La Littérature internationale mit und war als Journalist für L’Humanité und für Ce Soir tätig, das für die Zweite Spanische Republik eintrat. 1934 hielt er sich mit seiner Frau in der UdSSR auf, nahm aktiv am Kampf gegen den Franquismus teil, verfasste 1936 Reportagen über den Spanischen Bürgerkrieg und arbeitete 1938 mit an den Cahiers du Bolchévisme.
1939 trat er aus der KP aus Protest gegen den deutsch-sowjetischen Nichtangriffspakt aus. 1940 fiel er an der Front.

## Werk
Als überzeugter Marxist war Nizan für die Rechte nicht akzeptabel und seit seinem Austritt aus der KP für die Stalin-gläubige Linke suspekt. Seit der Neuauflage der Jugendessays Aden Arabie und Les Chiens de garde gibt es wieder verstärktes Interesse an Nizan.
Vor allem in seinen Jugendschriften erscheint Nizan als ein junger Bourgeois, der mit der Gesellschaft seiner Epoche in Konflikt stand und ihrem repressiven Mechanismus entfliehen wollte – ein engagierter, zorniger Intellektueller, der gegen die Staatsautorität aufbegehrte und damit ein Vorläufer der Mai-Ereignisse von 1968 war.
Neben den beiden Jugendschriften schrieb Nizan drei stark von seiner eigenen Biographie bestimmte Romane, in denen bereits Themen des sozialistisch engagierten Existenzialismus der französischen Nachkriegsliteratur anklingen. Antoine Bloyé schildert das durch die Arbeitswelt angepasste und zermürbte Leben von Nizans Vater, Le cheval de Troie (deutsch Das trojanische Pferd) beschreibt das Leben kommunistischer Lehrer in der für sie feindlichen Umwelt eines Kleinstadtgymnasiums, La conspiration hat die künstlichen und rein verbalen „Verschwörungen“ einer großbürgerlichen Jugend zum Gegenstand, die mit ihrem Leben nichts anfangen kann.

## Werke
- Aden Arabie. Rieder, Paris 1931 (Übers. Traugott König: Aden. Die Wachhunde. Zwei Pamphlete Vorwort Jean-Paul Sartre. Reinbek, Rowohlt 1969) ebd. 1993 ISBN 3-499-40096-0
- Les Chiens de garde. Rieder, Paris 1932 (Übers. derselbe. In westdt. Ausgabe beigefügt zu vorigem Titel. Separat: Kiepenheuer, Leipzig 1981)
- Antoine Bloyé. Grasset, Paris 1933 (Übers. Gerda Scheffel: Das Leben des Antoine B., Suhrkamp, Frankfurt 1974 u.ö.; Aufbau, Berlin 1977; Dumont, Köln 2005)
- Le Cheval de Troie. Gallimard, Paris 1935 (Übers. Wolfgang Klein: Das trojanische Pferd beigefügt wurden: Übers. Lothar Baier: Die Verschwörung und Übers. Delf Schmidt & W. Klein: Aufsätze 1932–1938 Aufbau, Berlin 1979)
- La Conspiration. Gallimard, Paris 1938 (Übers. siehe voriges: Die Verschwörung bei Rogner & Bernhard, München 1975; sowie in vorgenannter Ausgabe; ferner: Europa, Wien 1994)
- Chronique de septembre. Gallimard, Paris 1939
- Pour une nouvelle culture. Articles de Nizan, réunis et présentés par Susan Suleiman. Grasset, Paris 1971 (Übers. Delf Schmidt: Für eine neue Kultur. Aufsätze zu Literatur und Politik in Frankreich Reinbek bei Hamburg, Rowohlt, 1973)

## Ehrungen
- Prix Interallié für La Conspiration[1]

## Bearbeitung
- Philippe Madral: Die Demonstration Übers. Elke Kummer (Franz.: La manifestation Nach Le cheval de Troie Manuskript, Verlag Bloch, Berlin 1979, 72 S., nicht im Handel)